# اولد بیلی

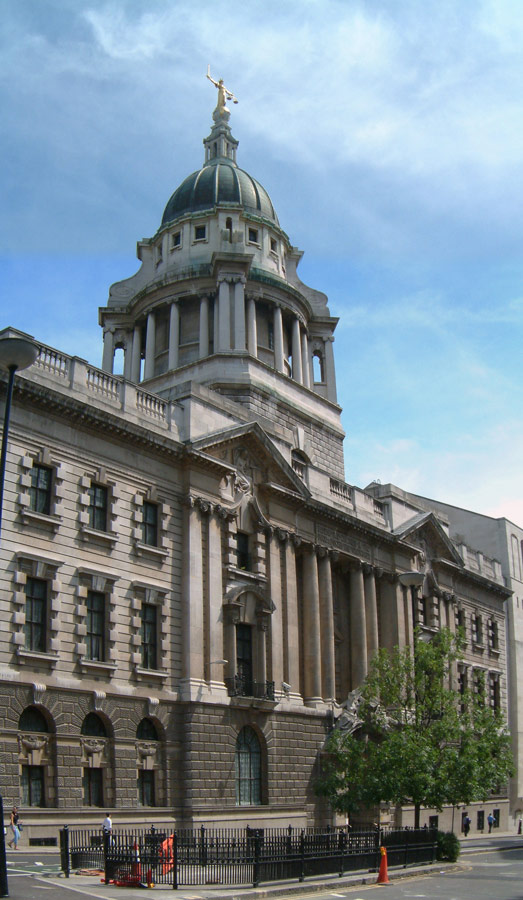
دادگاه کیفری مرکزی انگلستان و ولز به اُلد بیلی مشهور است که نام خیابانی است که دادگاه در آن واقع می‌باشد.

دادگاه کیفری مرکزی انگلستان و ولز، معروف به اُلد بِیلی (به انگلیسی: Old Bailey) دادگاه کیفری مستقر در لندن و یکی از چندین ساختمانِ تشکیل‌دهندهٔ دادگاه جزای بریتانیا است. این دادگاه چون در خیابان اُلد بیلی واقع است، به همین نام معروف شده‌است.
دادگاه جزایی مستقر در الد بیلی، به پرونده‌های جنایی مهم در حوزهٔ لندن بزرگ و گهگاه سایر جاها رسیدگی می‌کند. محاکم الد بیلی، همچون سایر دادگاه‌های بریتانیا، تحت تدابیر شدید امنیتی به روی عموم مردم باز است.